# Židé ve Vídni

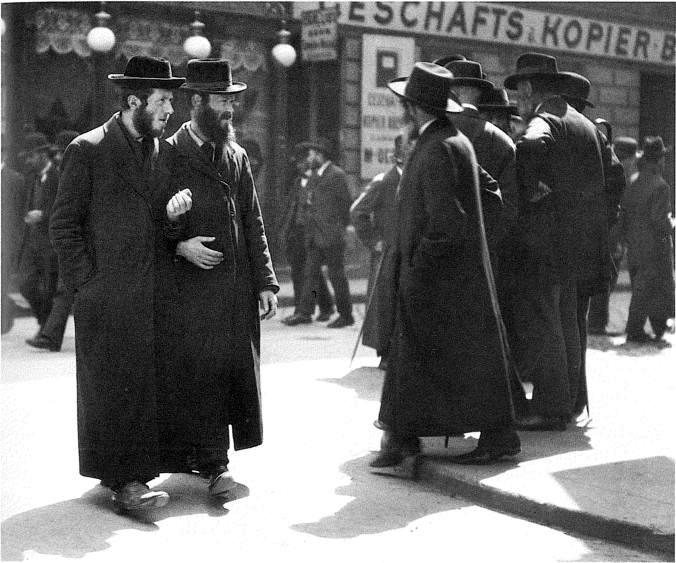
Orthodoxní židé na Karmelitském náměstí, Vídeň - Leopoldstadt 1915

Židé ve Vídni se podle zmínek v análech poprvé objevují ve 12. století. Na konci 19. a počátku 20. století představovala Vídeň vůbec jedno z největších center židovské kultury v Evropě. V době nacionálního socialismu v Rakousku bylo židovské obyvatelstvo Vídně v průběhu holokaustu téměř zcela vyvražděno nebo vyhoštěno. Po roce 1945 došlo k mírnému znovuoživení židovské kultury a života ve Vídni.

## Dějiny

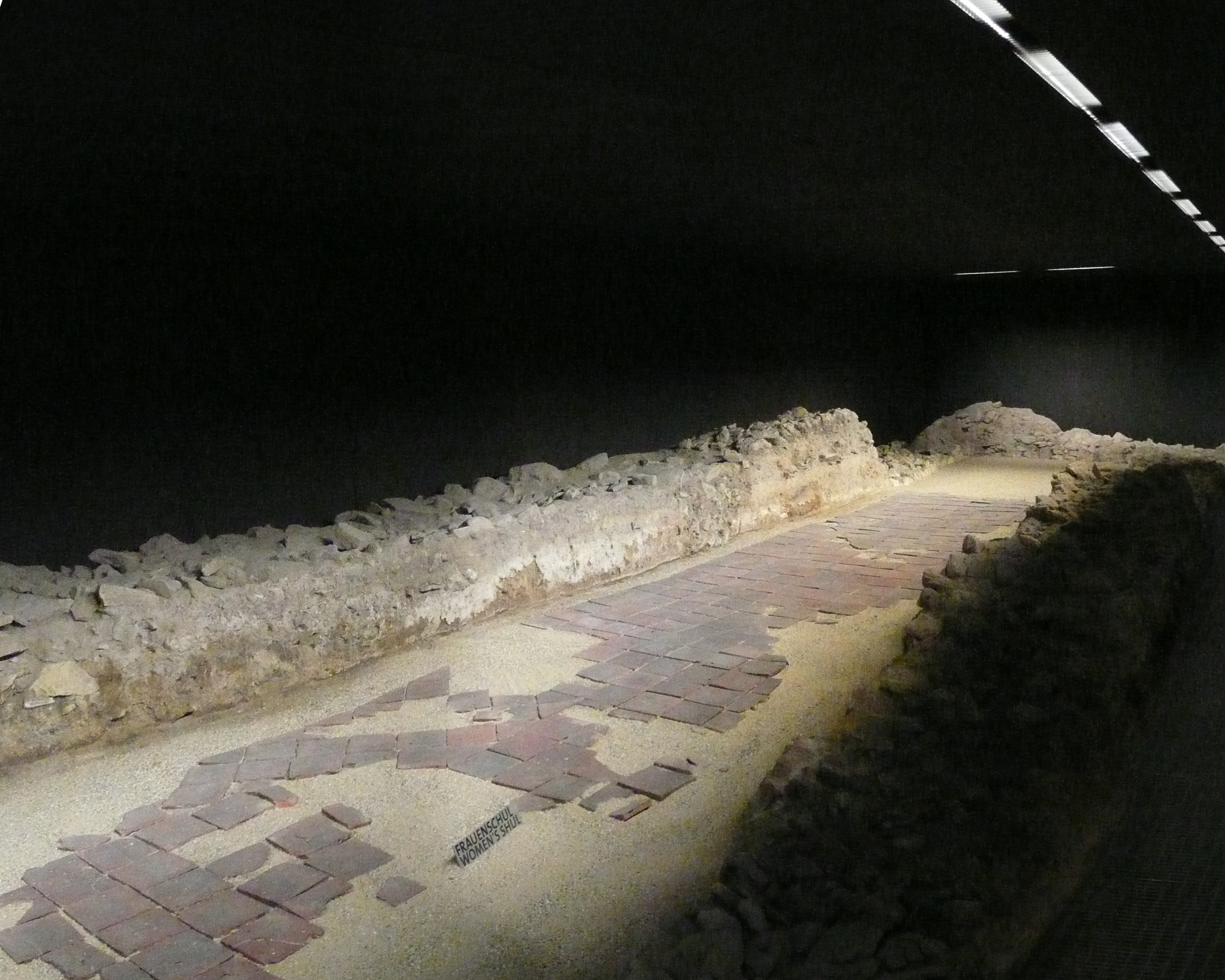
Zbytky synagogy na Judenplatz zničené v letech 1420/21

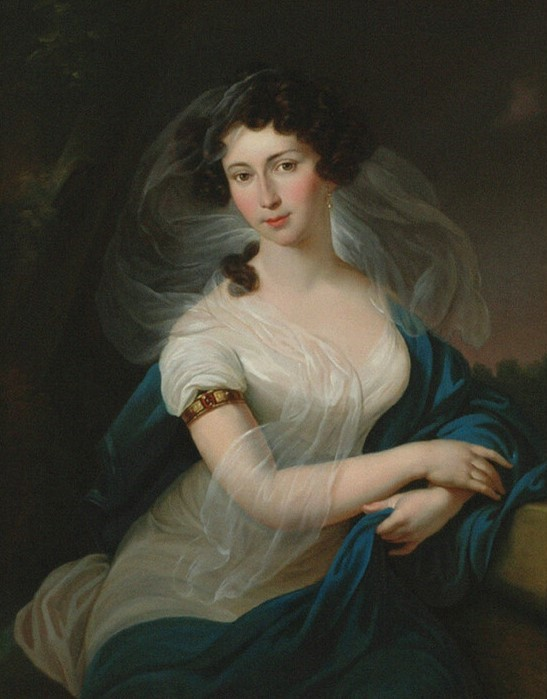
Fanny von Arnstein organizovala v 18. století jeden z nejvýznamnějších literárních salonů ve městě

### Středověk
Přítomnost Židů je ve Vídni doložena od roku 1194. Prvním Židem známým podle jména je jistý Schlom nebo Schlomo, jenž byl až do svého zavraždění v roce 1197 mincmistrem vévodů Leopolda V. a Fridricha I. a mj. spravoval výkupné za Richarda Lví srdce. Patřily mu čtyři pozemky na území dnešní Seitenstettengasse. Přibližně od roku 1250 se židé usazovali v místě dnešního Judenplatz, tehdy označovaného jako „Vídeňské židovské město (Wiener Judenstadt)“. Zde se také nacházelo jejich centrum od 13. do 15. století, než byli v době vídeňské gezery v letech 1420 a 1421 za vlády Albrechta V. vyhnáni, popraveni, nebo spáchali sebevraždu v synagoze, když byli nuceni ke křtu. V roce 1238 udělil císař Fridrich II. Štaufský Židům privilegium, a od 14. století jsou záznamy v obci o zřízení synagogy, špitálu a masného dvora. Vídeňské městské právo ustanovilo pro případ sporů mezi křesťany a židy „soudce pro židovské otázky“ (německy Judenrichter). Na vnitřní konflikty mezi Židy se jeho pravomoc nevztahovala, kromě případů, kdy jedna ze stran vznesla u něho žalobu. Nejvýznačnějším představitelem tohoto období je mj. rabín Izák, řečený "Or zarua", původem z Prahy (což mj. dokládá velice úzké propojení tehdejších židovských komunit obou měst). 

## Novověk

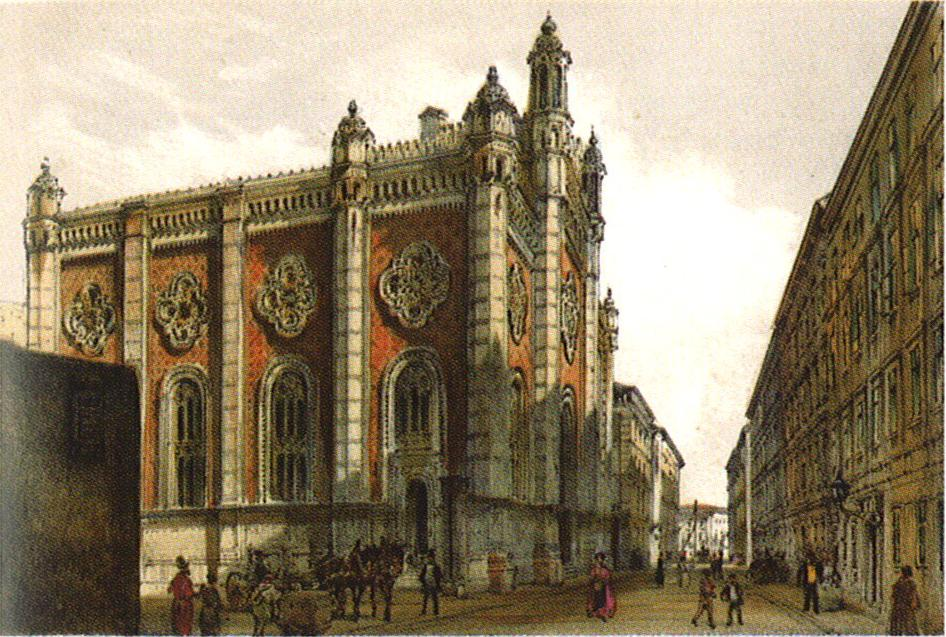
Leopoldstadtský templ, podle R. von Alta

Od roku 1736 existovala ve Vídni malá sefardská komunita, která již za vlády Marie Terezie měla svou náboženská obec s vlastní synagogou; toto privilegium bylo aškenazské většině poskytnuto teprve za vlády císaře Františka Josefa.
Pod vlivem osvícenství vydal císař Josef II. Toleranční patent, jenž otevřel cestu k emancipaci Židů. Poprvé jim byla přiznána některá občanská práva a zrušena diskriminační nařízení. Nadále však zůstával v platnosti zákaz vytváření obcí a veřejné pořádání bohoslužeb.

### Počátek 20. století – Zničení monarchie a první Rakouská republika

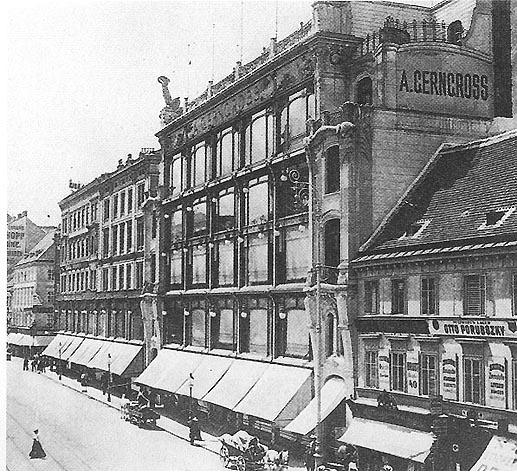
Gerngross, jeden z nejvýznamnějších obchodních domů ve Vídni

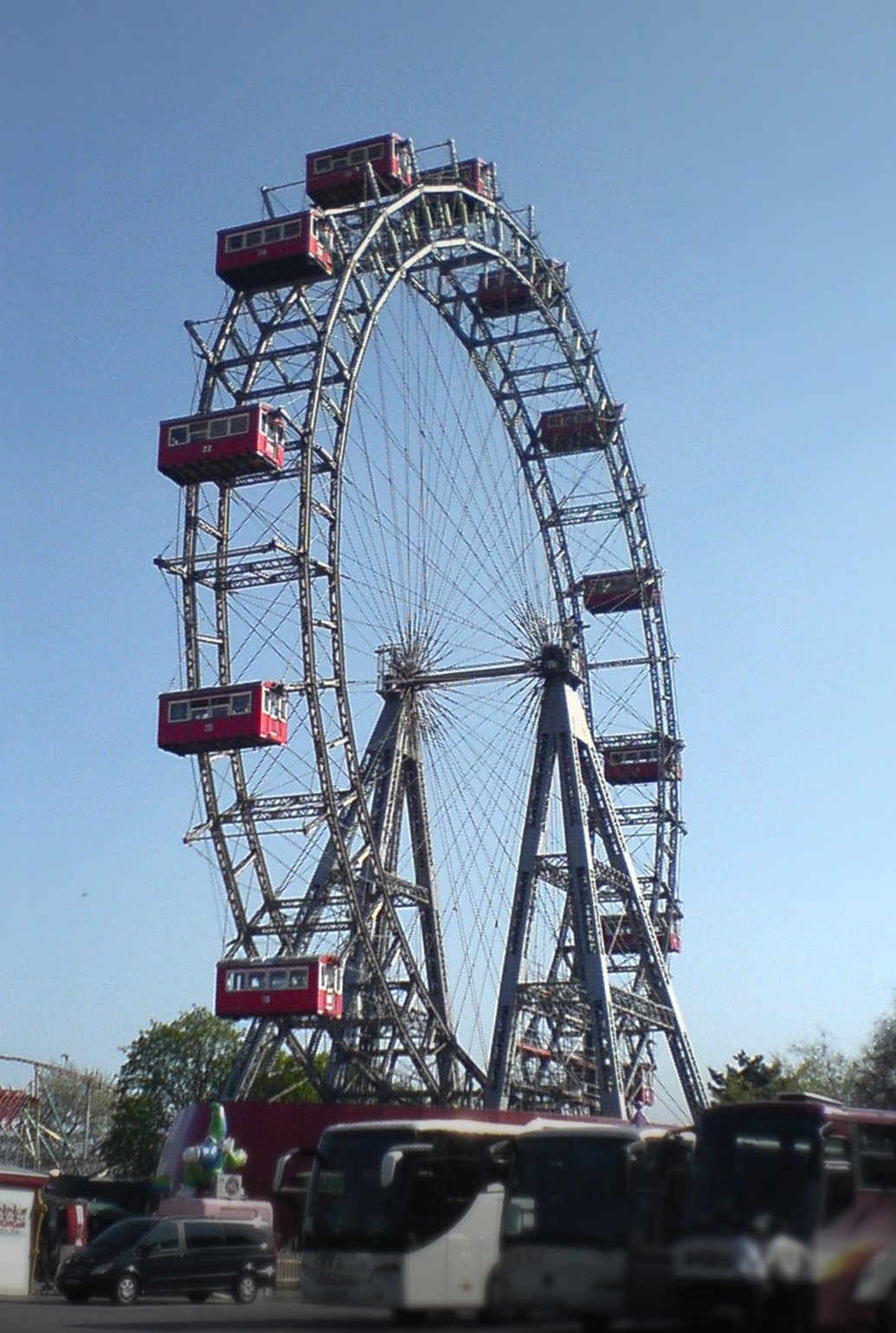
Také Vídeňské obří kolo mělo do roku 1938 židovské vlastníky

S koncem monarchie, kdy se Židé mohli svobodně pohybovat po celé společnému území Rakouska-Uherska, dosáhla židovská obec zhruba takového rozsahu, který si udržela až do počátku pronásledování Židů ve 30. letech. Vídeňské židovstvo se dělilo nejčastěji na již zde žijící nebo narozené Židy, kteří se společensky asimilovali a na část ortodoxních, kteří chtěli žít podle tradičních vzorů a zvyků. Při sčítání lidu z roku 1923 kromě toho udávalo 2 434 osob jako svůj hlavní dorozumívací jazyk jidiš, a v roce 1934 jen 510.

### 1938 až 1945

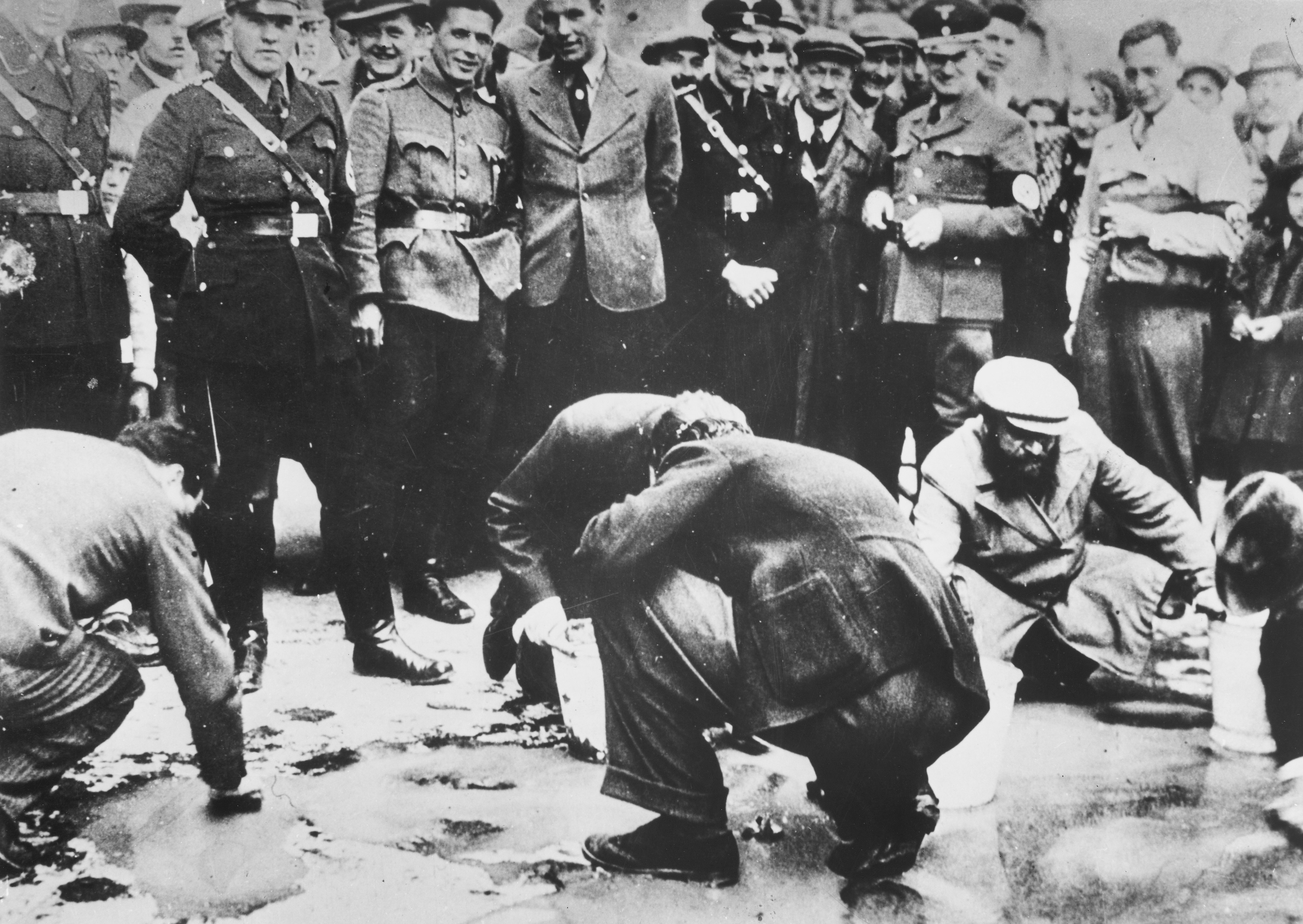
Přímo po „anšlusu“ Rakouska byli vídeňští Židé za účasti obyvatelstva nuceni drhnout chodníky

Již den po anexi Rakouska Německou říší v březnu 1938 byli Židé šikanováni, byli hnáni ulicemi Vídně, jejich příbytky a obchody byly rabovány a bylo započato s jejich arizací. Vrcholu tyto výtržnosti dosáhly za křišťálové noci z 9. na 10. listopadu 1938. Všechny vídeňské synagogy a modlitebny byly zničeny – jediný Stadttempel nemohl být vypálen kvůli své poloze uvnitř obytné čtvrti. Většina židovských obchodů byla vyrabována a uzavřena, přes 6 000 Židů bylo té noci zatčeno a většina z nich byla následujícího dne odvlečena do KT Dachau. Norimberské zákony začaly od května 1938 platit i v obsazeném Rakousku, zostřené navíc o četná protižidovská nařízení. Krok za krokem vedly k úplnému okleštění práv na svobodu, k vyloučení Židů téměř ze všech hospodářských odvětví, ze škol a univerzit, k očividné diskriminaci v podobě povinnosti nosit označení žlutou hvězdou.
Židovské organizace a instituce byly zrušeny. Nacionální socialisté tím chtěli Židy donutit k emigraci, což se jim podařilo. Do konce roku 1941 se podařilo s příležitostnou finanční podporou mezinárodních organizací pro pomoc utéci více než 130 000, z toho více než 30 000 emigrovalo do USA. Museli přitom opustit prakticky celý svůj majetek a krom toho zaplatit poplatek za opuštění říše (německy Reichsfluchtsteuer) Po Konferenci ve Wannsee v lednu 1942, na níž byl schválen plán celkové likvidace Židů, padla většina ve Vídni stále ještě přebývajících Židů za oběť vražedné mašinerii nacistů: z více než 65 000 vídeňských Židů, kteří byli odvlečeni do koncentračních táborů, přežilo jen něco málo přes 2 000.

## Kultura
První jidiš soubory vystupovaly ve Vídni v letech 1900 až 1908 v Leopoldstädter Volksorpheum (na Rotensterngasse 7a). První židovské (a také jidiš) divadlo ve Vídni a zároveň to, které mělo nejdelší nepřerušené trvání, byla Jüdische Bühne okolo Schulima Podzamcze, která hrála nejprve v hale hotelu Stefanie (kde také dlouhá léta hrál orchestr Budapester Orpheum, jenž sestával především ze židovských zpěváků a komiků a který uváděl i jednoaktovky). Po Hitlerově chopení se moci v Německu roku 1933 emigrovalo mnoho německých Židů nejprve do Vídně a nacházeli zaměstnání především u Jüdisches Kulturtheater.
Židovská divadla ve Vídni před rokem 1938:
- 1908–1938: Jüdische Bühne (jazyk: jidiš)
- 1919–1922: Freie Jüdische Volksbühne (jidiš)
- 1925–1931: Jüdisches Künstlerkabarett (jidiš)
- 1928–1938: Jüdische Künstlerspiele (jidiš)
- 1928–1938: Jüdisch-Politisches Kabarett (německy)
- 1935–1938: Jüdisches Kulturtheater (německy)

Současná židovská divadla ve Vídni (jediná v Rakousku):
- od roku 1999: Jüdisches Theater Austria (založen ve Štýrský Hradec, od roku 2001 ve Vídni)
- od roku 2009: Theater Hamakom Nestroyhof

## Synagogy

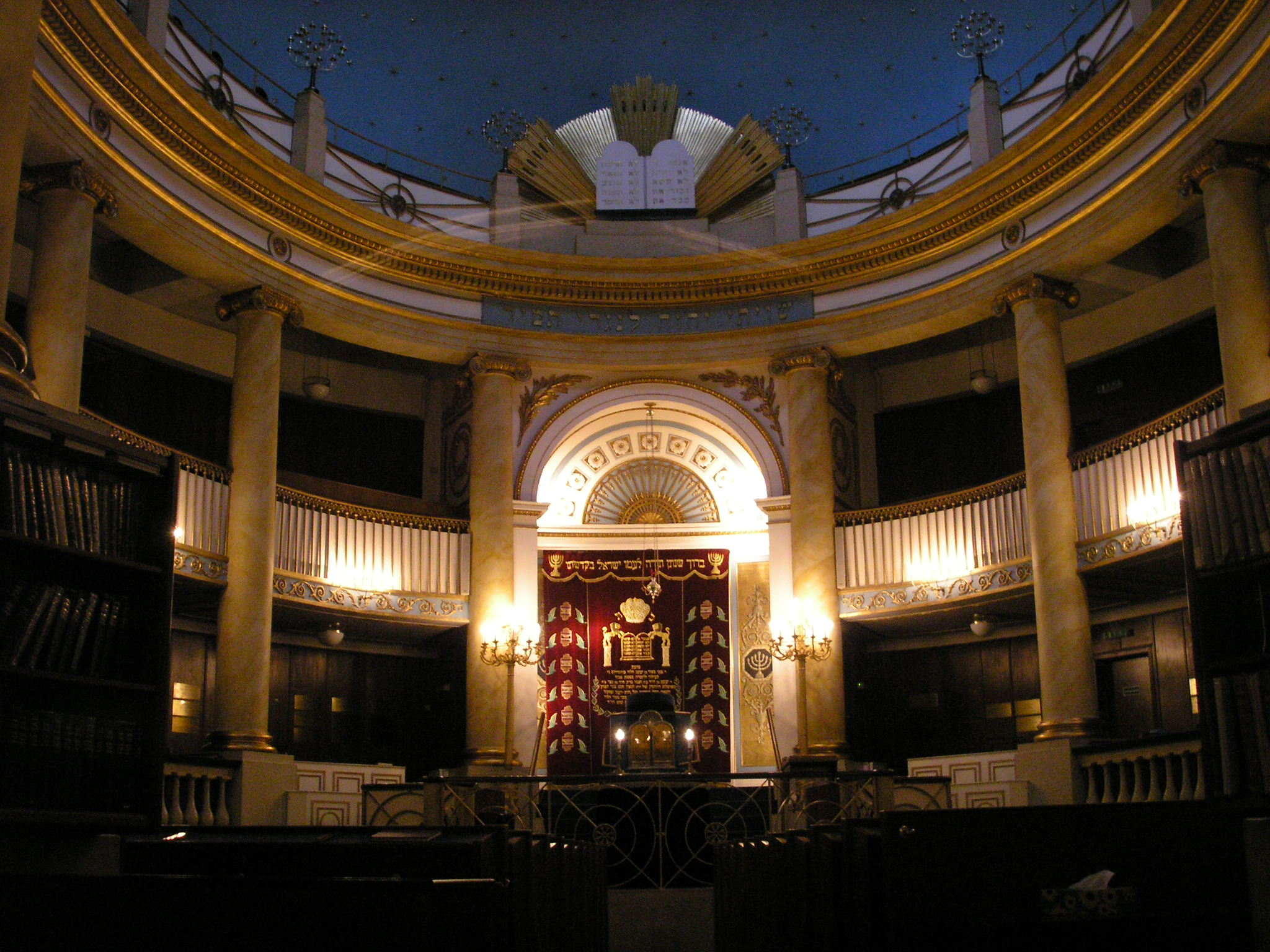
Interiér Stadttempelu

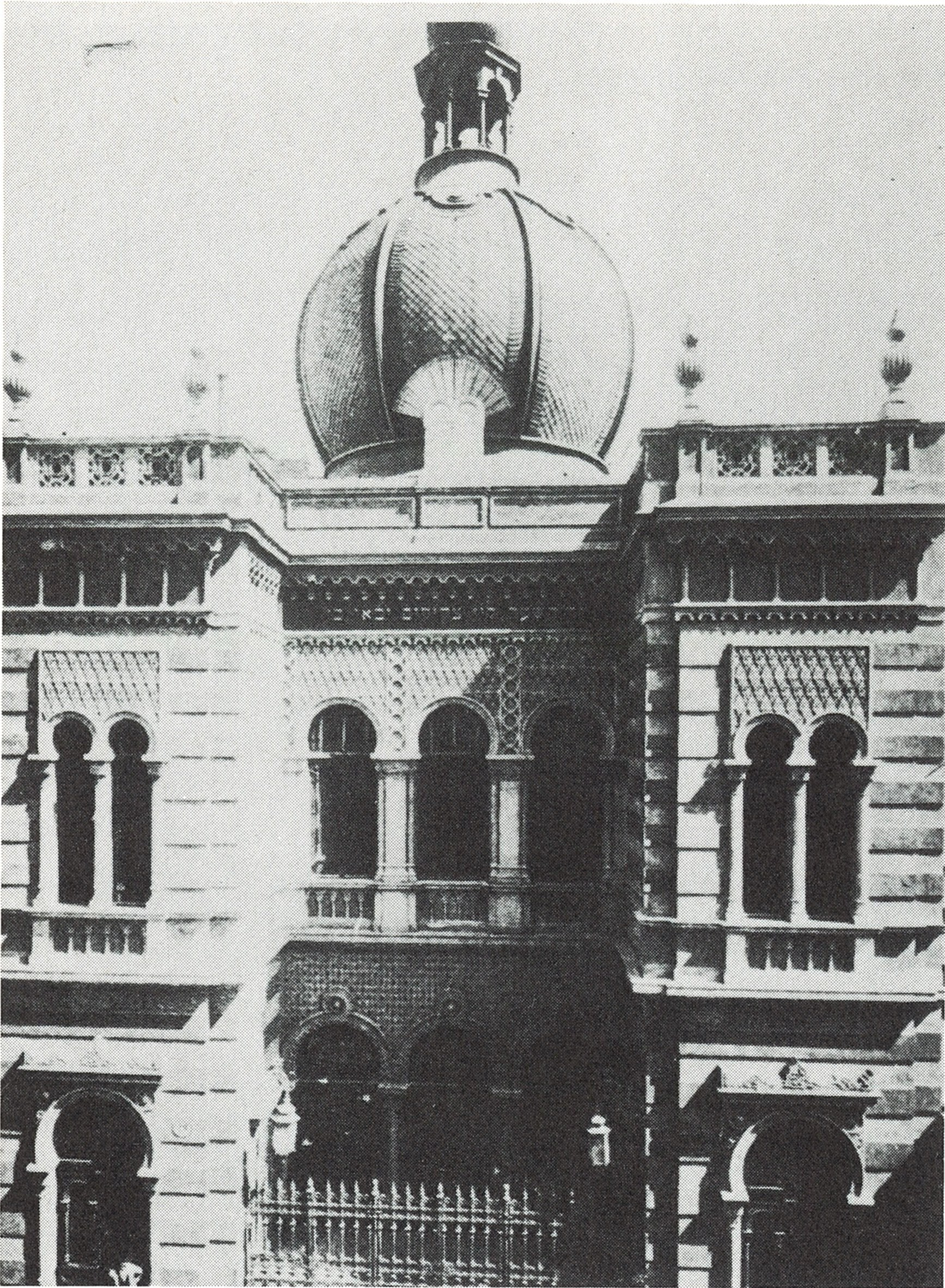
Tzv. Polská škola od Wilhelma Stiassnyho, postavená r. 1893 a zničená během Křišťálové noci r. 1938

V průběhu dějin vzniklo ve Vídni 93 synagog, např. Polnische Schul od Wilhelma Stiassnyho. Jediná historická synagoga, která přestála listopadové pogromy v době Nacionálního socialismu v Rakousku, je Stadttempel. Mezitím opět vzniklo několik nových synagog a pomníků.